# Peter Vonhof
Peter Vonhof (Berlino, 15 gennaio 1949) è un ex pistard tedesco.

## Palmarès

### Pista
- 1969

Campionati tedeschi, Omnium Dilettanti
- 1970

Campionati mondiali, Inseguimento a squadre Dilettanti (con Günter Haritz, Hans Lutz e Ernst Claussmeyer)
- 1971

Campionati tedeschi, Inseguimento a squadre Dilettanti (con Günther Schumacher, Rainer Podlesch e Bernd Jaroszewicz)
- 1972

Campionati tedeschi, Inseguimento a squadre Dilettanti (con Günther Schumacher, Michael Becker e Bernd Jaroszewicz)
- 1973

Campionati tedeschi, Inseguimento a squadre Dilettanti (con Friedhelm Klenner, Rainer Podlesch e Michael Becker)
Campionati mondiali, Inseguimento a squadre Dilettanti (con Günter Haritz, Hans Lutz e Günther Schumacher)
- 1974

Campionati tedeschi, Inseguimento a squadre Dilettanti (con Algis Oleknavicius, Rainer Podlesch e Michael Becker)
Campionati tedeschi, Americana Dilettanti (con Dietrich Thurau)
Campionati mondiali, Inseguimento a squadre Dilettanti (con Dietrich Thurau, Hans Lutz e Günther Schumacher)
- 1975

Campionati mondiali, Inseguimento a squadre (con Günther Schumacher, Hans Lutz e Gregor Braun)
- 1976

Giochi olimpici, Inseguimento a squadre (con Gregor Braun, Hans Lutz e Günther Schumacher)
- 1977

Campionati tedeschi, Inseguimento a squadre Dilettanti (con Jürgen Colombo, Otto Steins e Wolfgang Schäffer)
- 1978

Campionati tedeschi, Inseguimento a squadre Dilettanti (con Jürgen Colombo, Otto Steins e Ralf Stambula)
- 1979

Campionati tedeschi, Americana Dilettanti (con Henry Rinklin)

### Strada

#### Altri successi
- 1975

Brunswick International Criterium

## Piazzamenti

### Competizioni mondiali
- Campionati mondiali

Leicester 1970 - Inseguimento a squadre Dilettanti: vincitore
Varese 1971 - Inseguimento a squadre Dilettanti: 3°
San Sebastián 1973 - Inseguimento a squadre Dilettanti: vincitore
Montréal 1974 - Inseguimento a squadre Dilettanti: vincitore
Rocourt 1975 - Inseguimento a squadre Dilettanti: vincitore
San Cristóbal 1977 - Inseguimento a squadre Dilettanti: 2°
- Giochi olimpici

Montreal  1976 - Inseguimento a squadre: vincitore